# Craig Harris

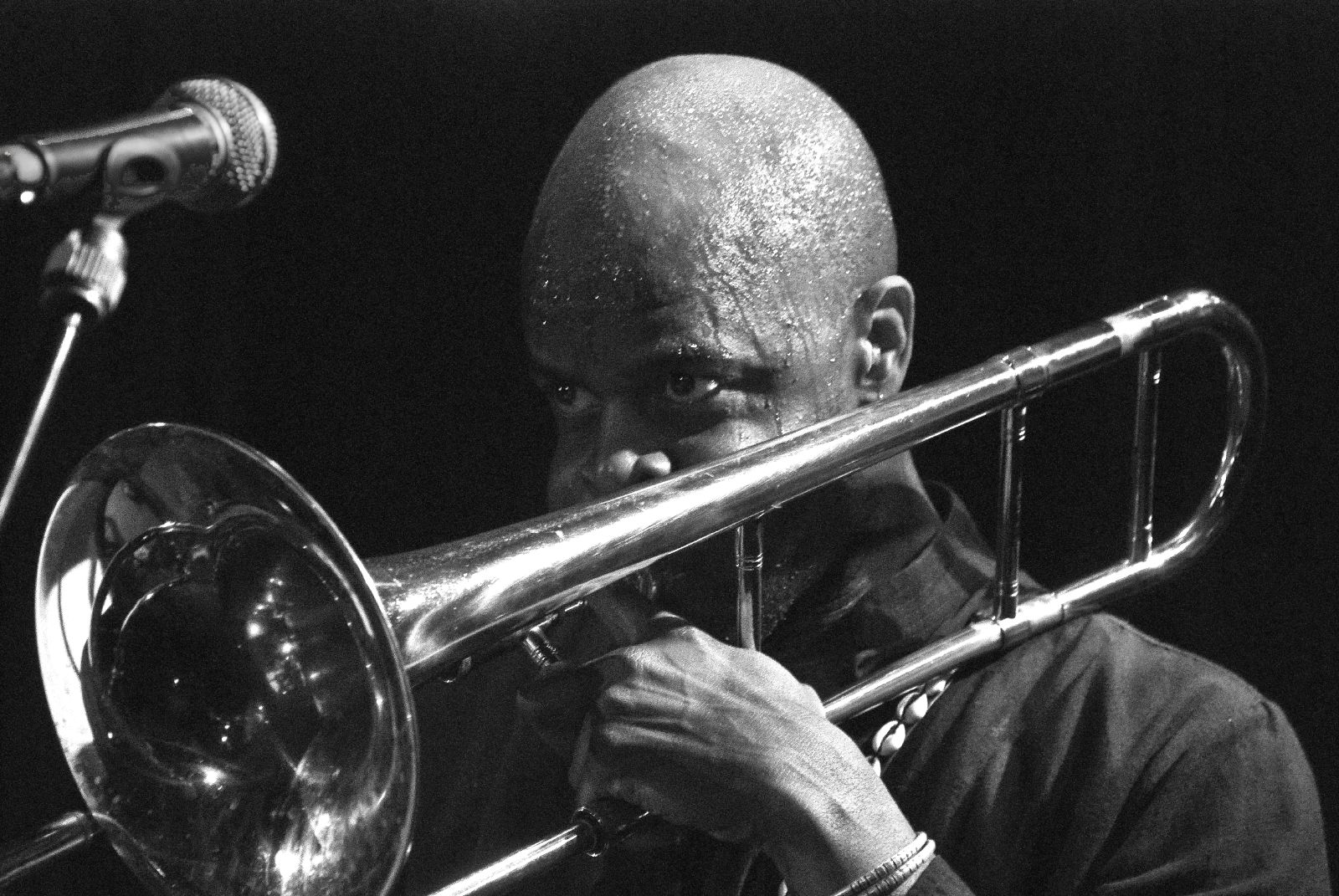
Craig Harris, vor 2009

Craig S. Harris (* 10. September 1953 in Hempstead, New York) ist ein US-amerikanischer Posaunist und Komponist des Avantgarde-Jazz.

## Leben und Wirken
Harris arbeitete, nachdem er das College absolvierte, von 1976 bis 1978 mit Sun Ra und danach mit Abdullah Ibrahim, mit dem er 1981 eine Welttournee unternahm. Nach seiner Rückkehr war er Mitglied von David Murrays Oktett und Bigband und trat mit Henry Threadgill, Lester Bowies Brass Fantasy, Olu Dara, Cecil Taylor, Sam Rivers, Muhal Richard Abrams und mit Charlie Hadens Liberation Music Orchestra auf.
Daneben leitete er mehrere eigene Gruppen, darunter Tailgater’s Tales und Cold Sweat. 1988 gründete er die Nation of Imagination, Inc., eine Organisation, die sich der Realisierung multimedialer Projekte widmet. In Zusammenarbeit mit dem Dichter Sekou Sundiata entstand The Circle Unbroken Is a Hard Bop (1992) das 1993 mit dem Bessie Award ausgezeichnet wurde. 1994 entstand Lost in Translation, eine Verbindung von Musik, Tanz und Lyrik, in Zusammenarbeit mit David White und Joseph Mellilo, den Gründern des The Next Wave Festival der Brooklyn Academy of Music, der Choreographin Marlies Yearby und dem Gitarristen Vernon Reid.
Im gleichen Jahr begannen er und Sundiata mit der Arbeit an Return of Elijah, einem Stück, das sich mit der Geschichte des Sklavenhandels auseinandersetzt (Uraufführung 1996). 1997 wurde Remembering We Selves aufgeführt, an dem er neben Amiri Baraka als künstlerischer Leiter, Komponist und Darsteller mitwirkte. 1998 war er als Komponist und Leiter eines Ensembles an Tongues of Fire Choir beteiligt, einem Abend für Musik und gesprochenen Text mit Nona Hendryx, Ntozake Shange, Jessica Hagedorn, Regina Carter, Quincy Troupe, Amiri Baraka und Sekou Sundiata. Mit Ray Anderson, Gary Valente und George Lewis spielte er im Posaunen-Quartett Slideride. Zu hören ist er auch auf Joe Daleys Album The Seven Deadly Sins (2010).
Harris war gemeinsam mit Mark Isham für die Musik zum Film Judas and the Black Messiah (2021) verantwortlich.

## Diskographie
- Black Bone mit George Adams, Fred Hopkins, Charlie Persip, Donald Smith, 1983
- Aboriginal Affairs mit Anthony Cox, Alonzo Gardner, Ken McIntyre, Donald Smith, Andre Strobert, 1983
- Tributes mit Vincent Chancey, Olu Dara, Billy Higgins, Dave Holland, Famoudou Don Moye, Junior Vega, 1984
- Shelter mit Pheeroan akLaff, Edward J. Allen, Don Byron, Anthony Cox, Tunde Samuel, Rod Williams, 1986
- Blackout in the Square Root of Soul mit Edward J. Allen, Jean-Paul Bourelly, Don Byron, Anthony Cox, Clyde Criner, Ralph Peterson, Jr., 1987
- Cold Sweat plays J.B. 1989
- Cold Sweat 4-Play, 1990
- F Stops mit Hamiet Bluiett, Darrell Grant, Calvin „Fuzz“ Jones, Tony Lewis, John Stubblefield, Bill White, 1993
- Istanbul, 2003
- Souls within the Veils, 2005